# Campo de internamiento de Vernet d'Ariège
El campo de Vernet d'Ariège fue un campo de internamiento situado en los pre-pirineos franceses, entre los pueblos de Le Vernet y Saverdun, en Ariège.

## Historia
Fue creado inicialmente por las autoridades francesas en 1918 para tropas coloniales senegalesas durante la Primera Guerra Mundial, pero cuando cesaron las hostilidades se usó para mantener prisioneros de guerra alemanes y austriacos. En el período de entreguerras fue utilizado como depósito de material. 

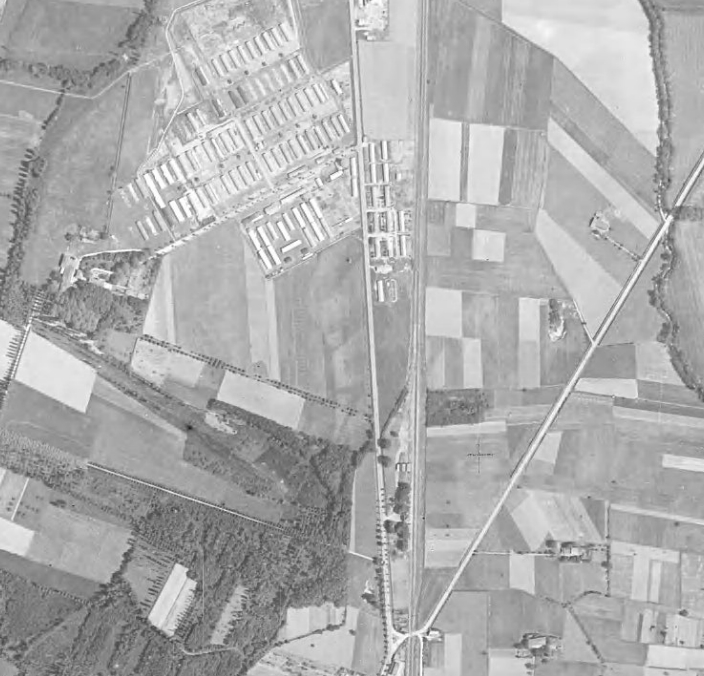
Fotografía aérea del Campo de Vernet d'Ariège en 1945.

Se amplió y cobró importancia al pasar a ser considerado como campo de acogida por la Commission de recherche de camps de concentration et de rassemblement reunida en Foix en 1939 para confinar en un principio a los aproximadamente 10 000 combatientes españoles de la División Durruti que, después de la derrota de la Segunda República Española, habían traspasado la frontera con Francia y se encontraban recluidos en Latour-de-Carol. Los primeros internados llegaron el 10 de febrero. 
Poco después se amplió en número de recluidos, pasando a ser un campo disciplinario, al internar a refugiados provenientes de otros campos y prisiones de la costa mediterránea francesa, «calificados» por las autoridades francesas como republicanos españoles «extremistas» y combatientes de las Brigadas Internacionales. 
A partir de septiembre de dicho año y, sobre todo después de declararse la Segunda Guerra Mundial, fueron internados todos los extranjeros considerados sospechosos o peligrosos para el orden público en Francia, intelectuales antifascistas o judíos, de todas las nacionalidades: alemanes, franceses, yugoslavos, españoles, italianos, rusos, belgas, en condiciones infrahumanas descritas por los escritores Max Aub o Arthur Koestler, ellos mismos internados en este campo de concentración, en sus libros respectivos, Manuscrito cuervo. Historia de Jacobo y la Escoria de la tierra. 
El campo se dividía en tres zonas con diferencias en cuanto a «comodidades» y separadas por alambradas: la A para criminales comunes, la B para internados políticos y la C para sospechosos o peligrosos «indeseables para el orden público» político.
La división del general alemán Ernst Kundt confinó a 3.728 personas el 17 de agosto de 1940.
A partir de 1942 es utilizado por la Gestapo como campo de tránsito para judíos, bajo el régimen de Vichy. En junio de 1944, los últimos internados son evacuados, los hombres deportados al Campo de concentración de Dachau y las mujeres conducidas al de Ravensbrück. Unas 40.000 personas de 58 nacionalidades fueron internados en este campo, hombres principalmente, pero también mujeres y niños.
En 1970 fueron demolidos los cuarteles y edificios del campo; sólo el cementerio y la estación se conservaron. Actualmente,en los terrenos donde estaba situado el campo hay un memorial con un monolito recordando la existencia del campo conocido especialmente por internar a los refugiados españoles y posterior transformación en campo represivo, colocado en 1992, y la antigua estación de tren, que se encuentra al borde de la carretera nacional N-20 al norte de Pamiers. Sobre los carriles se conserva un antiguo vagón, idéntico a los que transportaron a los internados a los campos de exterminio. En una pared exterior de la estación, una placa recuerda a la cuarentena de niños judíos, de entre 2 y 17 años, que fueron deportados desde Vernet a Auschwitz el 1 de septiembre de 1942.
En pueblo de Le Vernet hay un museo dedicado a la memoria de esta etapa de la historia.

## Prisioneros conocidos

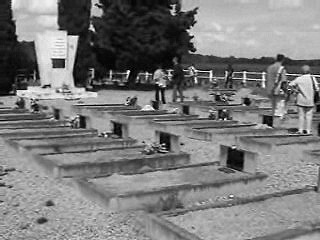
Memorial Vernet d'Ariège

Algunos de los prisioneros internados en el campo de internamiento de Vernet:
- Max Aub
- Miguel García Vivancos
- Tomás Guerrero Ortega
- Arthur Koestler
- Quico Sabaté
- José Ester
- Kurt Julius
- Anna Seghers
- Francisco Ponzán
- Helios Gómez
- Antonio Ortiz
- Francisco Boix Campo
- Luigi Longo
- Isaac Díaz Allende
- Friedrich Wolf
- Ricardo Sanz
- Josep Peirats
- Hans Fittko
- Walter Benjamin
- Abelardo Torrijos Fueyo (bajo el nombre ficticio de Belarmino Torres)